# São João Baptista (Ribeira Grande de Santiago)
São João Baptista es una freguesia caboverdiana del municipio de Ribeira Grande de Santiago.

## Geografía
La freguesia abarca la totalidad de la isla de Santiago.

## Organización territorial
La freguesia contaba en 2010 con 4469 habitantes distribuidos en las entidades de población de:

### Localidades
- Achada Jagau
- Achada Loura (parcial)
- Alfaroba
- Beatriz Pereira
- Belém
- Chã de Igreja
- Chã Gonçalves
- Mosquito d'Horta
- Pico Leão
- Porto Gouveia
- Porto Mosquito
- Santa Clara
- Santana
- Tronco